# ヴェブレン賞
オズワルド・ヴェブレン幾何学賞 (Oswald Veblen Prize in Geometry) は、アメリカ数学会から贈られる賞の一つ。オズワルド・ヴェブレンにちなんで創設された。
一般に「ヴェブレン賞」と略して呼ばれることが多い。幾何学に関する研究において、過去6年間に北米の数学誌に掲載された最も優れた論文の著者に対して授与される。現在の賞金は5000ドルで、アメリカ数学会会員にのみ受賞資格がある。歴代の受賞者にはフィールズ賞受賞者も含まれており、その受賞基準の厳しさから数学界における最も栄誉ある賞の一つに数えられる。
なお、受賞者一覧中の太字は、フィールズ賞受賞者を示す。

## 受賞者
- 第1回 (1964年)
  - クリストス・パパキリアコプロス C. D. Papakyriakopoulos (On Solid Tori, Ann. of Math., Ser. 2, vol. 66, 1957およびOn Dehn's lemma and the asphericity of knots, Proceedings of the National Academy of Sciences, vol.43, 1957に対して)
- 第2回 (1964年)
  - ラウル・ボット Raoul Bott (The space of loops on a Lie group, Michigan Math. J., vol. 5, 1958, およびThe stable homotopy of the classical groups, Ann. of Math., ser.2, vol.70, 1959に対して)
- 第3回 (1966年)
  - スティーヴン・スメイル Steve Smale (微分トポロジーにおけるさまざまな貢献に対して)
- 第4回 (1966年)
  - モートン・ブラウン Morton Brown　とバリー・メイザー (generalized Schoenflies theoremに関する業績に対して)
- 第5回 (1971年)
  - ロビオン・カービィ Robion C. Kirby (Stable homeomorphisms and the annulus conjecture, Ann. of Math., Ser.2, vol.89, 1969に対して)
- 第6回 (1971年)
  - デニス・サリヴァン Dennis Sullivan (On the Hauptvermutung for manifolds, Bull. AMS, vol.73, 1967に対して)
- 第7回 (1976年)
  - ウィリアム・サーストン William Thurston (葉層構造の業績に対して)
- 第8回 (1976年)
  - ジェームズ・シモンズ James Simons　(極小多様体と特性形式の業績に対して)
- 第9回 (1981年)
  - ミハイル・グロモフ Mikhael Gromov (リーマン多様体の幾何学とトポロジーの業績に対して)
- 第10回 (1981年)
  - シン＝トゥン・ヤウ Shing-Tung Yau (非線形偏微分方程式、微分多様体のトポロジー、コンパクト複素多様体のコンパクトモンジュ・アンペール方程式に関する業績に対して)
- 第11回 (1986年)
  - マイケル・フリードマン Michael Freedman (微分幾何学。特に4次元ポアンカレ予想の解決に対して)
- 第12回 (1991年) 
  - アンドリュー・キャッソン Andrew Casson (低次元多様体のトポロジーに関する業績に対して)
  - クリフォード・タウベス Clifford H. Taubes (ヤン・ミルズ理論の業績に対して)
- 第13回 (1996年)
  - リチャード・S・ハミルトン Richard Hamilton (リッチフローとリーマン計量に対する放物型方程式に関する業績に対して)
  - 田剛 Gang Tian (幾何学的解析への貢献に対して)
- 第14回 (2001年)
  - ジェフ・チーガー Jeff Cheeger (微分幾何学の業績に対して)
  - ヤコフ・エリアシュベルグ Yakov Eliashberg (シンプレクティックおよび接触トポロジーの業績に対して)
  - マイケル・ホプキンス Michael J. Hopkins (ホモトピー理論の業績に対して)
- 第15回 (2004年)
  - デイヴィッド・ガバイ David Gabai (幾何学的トポロジー。特に3次元多様体の業績に対して)
- 第16回 (2007年)
  - ピーター・クロンハイマー (Peter Kronheimer) と トマス・ムロフカ (Tomasz Mrowka)：deep analytical techniquesとその応用による三次元および四次元トポロジーへの貢献
  - ピーター・オズバス（英語版） (Peter Ozsváth) と ゾルターン・サボー (Zoltán Szabó)：ヘガードフレアーホモロジー論による三次元および四次元トポロジーへの貢献
- 第17回 (2010年)
  - Tobias Colding
  - William Minicozzi II
  - Paul Seidel
- 第18回 (2013年)
  - イアン・アゴル Ian Agol (双曲幾何学、3次元トポロジー、幾何学的群論への多くの基本的な貢献に対して)
  - Daniel Wise
- 第19回 (2016年)
  - Fernando Codá Marques
  - André Neves
- 第20回 (2019年)
  - Xiuxiong Chen
  - サイモン・ドナルドソン
  - Song Sun
- 第21回 (2021年)
  - Michael A. Hill
  - Michael J. Hopkins
  - Douglas Ravenel